# Original Pirate Material
Original Pirate Material – debiutancki album studyjny The Streets, wydany 25 maja 2002 roku.
Płyta zajęła 12. miejsce na liście UK Albums Chart w 2002 roku, ale w 2004 wzrosła do pozycji 10. po wydaniu drugiego albumu, A Grand Don’t Come for Free. Magazyn Pitchfork ocenio tę płytę jako numer 10 na swojej liście top 100 albumów z lat 2000-2004.
Zdjęcie na okładce albumu, przedstawiające wieżowiec Kestrel House na City Road w Londynie zrealizowała niemiecka fotograf Rut Blees Luxemburg.
Z albumu wydano 5 singli: „Has It Come to This?”, „Let's Push Things Forward”, „Weak Become Heroes”, „Don't Mug Yourself” oraz „The Irony of It All”.

## Lista utworów
1. „Turn the Page” – 3:15
2. „Has It Come to This?” – 4:04
3. „Let's Push Things Forward” (featuring Kevin Mark Trail) – 3:51
4. „Sharp Darts” – 1:33
5. „Same Old Thing” (featuring Kevin Mark Trail) – 3:22
6. „Geezers Need Excitement” – 3:46
7. „It's Too Late” – 4:11
8. „Too Much Brandy” – 3:02
9. „Don't Mug Yourself” – 2:39
10. „Who Got the Funk?” – 1:50
11. „The Irony of It All” – 3:30
12. „Weak Become Heroes” – 5:33
13. „Who Dares Wins” – 0:34
14. „Stay Positive” – 6:18